# Via de' Pandolfini
Via de' Pandolfini è una strada del centro storico di Firenze. Più o meno parallela all'Arno, va da via Giuseppe Verdi (angolo via dell'Agnolo, al canto alla Badessa) a via del Proconsolo (angolo via Dante Alighieri al canto del Proconsolo). Lungo il tracciato si innestano via delle Badesse, via Matteo Palmieri, via del Crocifisso, via delle Seggiole (dove è il canto de' Bastai) e via de' Giraldi.

## Storia
Nella pianta delineata da Ferdinando Ruggieri nel 1731, fatta eccezione per il primo tratto fino a via Matteo Palmieri registrato come "via della Badessa" (con riferimento al vicino monastero di San Pier Maggiore), la strada già appare con l'attuale denominazione, che poi fu estesa all'intero tracciato con delibera del Magistrato dei Priori nell'agosto del 1862. 
Il riferimento è alla famiglia Pandolfini che ebbe qui le sue prime case, di fianco alla chiesa di San Procolo, alla quale ugualmente a lungo fu intitolato il tratto di strada antistante (via di San Procolo, San Brocolo, da via Matteo Palmieri a via del Proconsolo), così come ai Carducci fu per breve tempo legato il tratto tra via Matteo Palmieri e via de' Giraldi.
"Era stato Dante Alighieri, come Ufficiale di strade, piazze e ponti, a far prolungare la via di San Procolo in direzione di Sant'Ambrogio, dove la famiglia Alighieri aveva un podere. Già da tempo la popolazione del rione chiedeva quel passaggio oltre le penultime mura, ma c'è da credere che il provvedimento contribuisse all'accusa di concussione e d'interesse provato in atto pubblico contro il poeta di parte bianca". 
Nel 2011, per le cure di Silfi Spa., è stata rinnovata l'illuminazione pubblica con l'installazione di 19 apparecchi a LED.

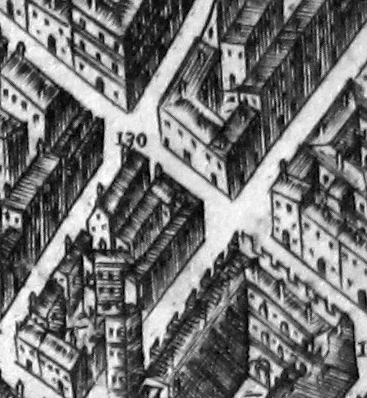
San Procolo nella pianta del Buonsignori (1584)
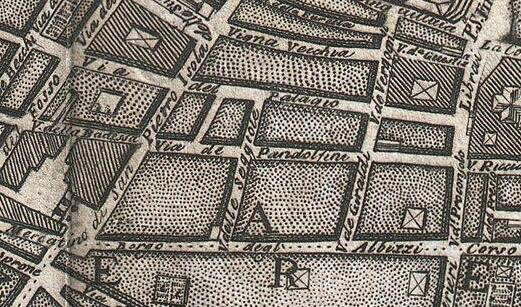
La zona con ancora il nome di via delle Badesse in una pianta del 1847

## Descrizione
La via, pavimentata a lastrico, fatta eccezione per il primo tratto (il che giustifica la diversa originaria denominazione), presenta una successione di nobili palazzi capaci, in buona parte, di rivaleggiare con quelli che fiancheggiano il parallelo borgo degli Albizi. Rispetto a questo, tuttavia, per la mancanza di attività commerciali, la strada è scarsamente interessata dal passaggio pedonale. 
Ulteriori elementi che ne mortificano il carattere sono l'apertura al traffico veicolare e il fatto che un lato della carreggiata sia riservato alla sosta degli stessi veicoli. Nonostante questo, per quanto detto, il tracciato è da considerarsi di eccezionale valore storico e artistico. 

### Edifici
| Immagine | N°      | Nome                                               | Descrizione |
| -------- | ------- | -------------------------------------------------- | --- |
|          | 1-3     | Oratorio di San Niccolò del Ceppo                  | Dal 1417 ininterrottamente ha qui sede la Compagnia di San Niccolò del Ceppo, confraternita che deve il suo nome all'uso di mettere le offerte attraverso una feritoia in un «ceppo» di albero cavo. Sobrio all'esterno, introdotto da un portale non troppo appariscente, l'edificio della Compagnia presenta un oratorio con decorazioni settecentesche, e altri ambienti un tempo adibiti a ospedale e ad altri usi. Vi si conserva una grande croce sagomata dipinta da Beato Angelico. |
|          | 2       | Casa del monastero di San Pier Maggiore            | L'edificio, sviluppato su quattro piani più un volume in soprelevazione, non presenta particolari caratteri architettonici, nonostante sia segnato sul prospetto di via Giuseppe Verdi da un lungo terrazzo ricco di piante che allieta l'ultimo tratto di via Verdi e da un portoncino con incorniciatura in pietra di carattere settecentesco. È tuttavia da segnalare sia per essere stato in antico di pertinenza del monastero delle monache benedettine di San Pier Maggiore (del quale conserva un pietrino)) sia per aver dato dimora a Giacomo Leopardi durante il suo secondo soggiorno in città, nel 1828, e, più a lungo, durante il periodo 1830-1833, come ricordato dalla lapide apposta sulla facciata nel 1901. Sul lato di via de' Pandolfini è poi un tabernacolo con edicola di carattere cinque/seicentesco, caratterizzata da un timpano triangolare spezzato e fornita di lanterna, racchiudente una pittura murale attribuita a Giovanni Balducci, databile alla seconda metà del Cinquecento e raffigurante un'Annunciazione. |
|          | 7       | Casa                                               | Si tratta di una casa satellite al complesso di San Niccolò del Ceppo, con un portalino in cui sono stati rimessi in luce gli stipiti in pietra quattrocenteschi. In alto un pietrino della confraternita mostra il confine del loro possedimento. |
|          | 8       | Casa degli Alessandri                              | Si tratta di un edificio architettonicamente modesto, con il fronte presumibilmente riconfigurato nel Settecento (su via de' Pandolfini di tre piani per sei assi), da mettere in relazione alle proprietà dei degli Alessandri e al vicino palazzo della famiglia. Sul canto è un tassello in marmo con l'iscrizione "Confine di mercato" (mercato di San Piero, che si teneva lungo via Matteo Palmieri) e, vicino a questo, dal lato di via de' Pandolfini, un tabernacolo con edicola in marmo. |
|          | 10      | Palazzo Alessandri                                 | È questo l'affaccio della porzione posteriore del palazzo degli Alessandri di borgo degli Albizi, determinato dagli ampliamenti diretti da Giuseppe Poggi nell'Ottocento, quando si definì la grande corte scoperta che qui ha il muro di cinta. Su questo è uno scudo con l'arme degli Alessandri (d'azzurro, all'agnello a due teste addossate d'argento, passante), che si ripete anche sul passo carraio segnato con il 26 rosso e posto sul corpo che si sviluppa alla destra del muro (sempre di pertinenza del palazzo). |
|          | 13      | Casamento                                          | L'edificio, di forma irregolare con fronte smussato sull'angolo con via Matteo Palmieri, mostra un pietrino all'estremità destra su via Pandolfini, appartenente al monastero di San Girolamo delle Poverine Ingesuate, fatto da un cristogramma e un'iscrizione col numero d'inventario, che si riferisce a quando le monache dovettero possedere l'edificio o almeno il fondaco vicino allo stemma. |
|          | 15      | Casa Bozzolini                                     | Delle origini la casa non conserva che la porta d'ingresso, con bozze di pietra, ampiamente integrate a malta in occasione di un intervento ottocentesco che ne ha ridisegnato i fronti. Si segnala inoltre come l'edificio rechi sulla facciata una memoria a segnare il luogo dove fu ucciso dai nazifascisti, il 13 febbraio 1944, il comandante partigiano Alessandro Sinigaglia. Sul fondaco al piano terra si trova inoltre un'antica insegna in marmo, ottocentesca o dei primi del Novecento, relativa alla latteria "Antica Cascina di Dario Peruzzi", con menzione dei prodotti "latte, panna, burro e mescita di caffelatte". Sulla cantonata con via del Crocifisso è una rotella con un destrocherio. |
|          | 23r-25r | Casa della Commenda de' Palmerini di Santo Stefano | L'edificio determina uno sprone con via del Crocifisso, estendendosi su via Pandolfini per cinque piani su due assi (un terzo presso la cantonata è con finestre cieche), con la cantonata in pietra smussata su tutta l'altezza. Il repertorio di Bargellini e Guarnieri segnala in via del Crocifisso "sull'arco della porta un piccolo stemma di pietra con la croce dell'ordine di Santo Stefano". |
|          | 12      | Palazzo Arrighi-Pucci                              | L'edificio presenta una facciata di solenne disegno cinquecentesco, che si dispiega su ben cinque assi organizzati su tre piani, con mezzanini intermedi frutto di più tardi interventi. A destra, prossima alla proprietà già degli Alessandri, è una rotella con una testina di profilo, in riferimento alla testa di moro propria dell'arme della famiglia Pucci che possedette la casa a partire dal 1750, acquistandola dagli Arrighi ai quali apparteneva fin da tempi antichi. Il palazzo appare nell'elenco redatto nel 1901 dalla Direzione Generale delle Antichità e Belle Arti, quale edificio monumentale da considerare patrimonio artistico nazionale. |
|          | 17      | Palazzo Zati-Dolfi                                 | Nonostante i molti rimaneggiamenti il palazzo è ancora ben leggibile nelle sue eleganti linee tardo quattrocentesche: organizzato su quattro assi si sviluppa per quattro piani, dei quali quello terreno con intonaco lavorato a finta pietra, steso nel corso di un restauro ottocentesco. Fu possesso antichissimo degli Zati, dai quali passò nel Cinquecento ai da Filicaja, poi ai Palmerini. Il cavalier Jacopo da Palmerino lo assegnò in dote alla commenda di Santo Stefano da lui fondata. Di quest'ultimo passaggio di proprietà rimane memoria nella croce (propria dei cavalieri di Santo Stefano) posta sopra un tassello di pietra accanto all'ultima finestra di destra. Dal 1861 il palazzo ha ospitato la Fratellanza Artigiana d'Italia, che ancora ha qui la sede centrale, assieme all'Associazione Mazziniana d'Italia. In riferimento a questa destinazioni sono da interpretare le due grandi lapidi che segnano il fronte del palazzo, una relativa alla fondazione dell'istituzione, posta nel 1911 in occasione del cinquantenario della sua nascita, l'altra, posta nel 1926, volta a ricordare Luigi Minuti, animatore della stessa, con il ritratto a basso rilievo del patriota. |
|          | 14      | Palazzo Niccolini                                  | L'edificio conserva del Cinquecento soltanto il grande portone a bozze di pietra, essendo stato completamente ristrutturato nel Settecento. Nell'atrio il repertorio di Bargellini e Guarnieri segnala un'epigrafe che ricorda come il palazzo sia stato abitazione di Girolamo Pagliano, qui morto nel 1881, e sede dei laboratori dove si produceva il famoso sciroppo medicamentoso di sua invenzione, in comunicazione diretta con la Casa Taddei in borgo degli Albizi 17. Sulla facciata si nota una buchetta del vino. |
|          | 19      | Casa                                               | L'edificio, di quattro piani su tre assi, presenta elementi in pietra che, soprattutto al piano terra, fanno pensare a un'antica casa mercantile. Dei tre archi profilati in bozze lisce pietraforte due sono oggi tamponati e sostituiti da finestre con inferriate, mentre nel terzo, più a destra, si trova il portale, le cui cornici digradanti mostrano l'ispirazione a modelli del primo Rinascimento. Più in alto restano porzioni di paramento a filaretto a vista. Un ulteriore elemento di interesse è la presenza, presso la finestra centrale, di due indicazioni risalenti alla seconda guerra mondiale, per la protezione dei civili in caso di bombardamento: a sinistra indica un'uscita di sicurezza all'interno, e a destra segna con le iniziali "R.c." un rifugio antiaereo nel cortile. |
|          | 16      | Palazzo dei Muriccioli                             | Il palazzo fu eretto presumibilmente nella seconda metà del Quattrocento su antiche case dei Bastai Rittafé, in angolo tra via de' Pandolfini e via delle Seggiole (canto de' Bastai), quindi ampliato nel Cinquecento quando fu residenza di Bartolomeo Concini, primo segretario e confidente di Cosimo I. Dopo vari passaggi di proprietà, fu assegnato nel 1732 al marchese Francesco e al cavalier Luca Casimiro dei Medici Tornaquinci". Nell'insieme il disegno della facciata rimanda a modi propri dell'architettura della seconda metà del Quattrocento, con la cantonata a bozze rustiche e le finestre incorniciate da bozze rilevate. A meglio caratterizzare il palazzo era inoltre la presenza di un "muricciolo a guisa di panca", "che fu tolto anni fa con danno all'armonia generale della fabbrica". Da questa presenza la tradizionale denominazione del palazzo come dei Muriccioli. |
|          | 29r-31r | Palazzina                                          | Un'altra casa mercantile di due assi frontali, sviluppata come di consueto internamente in lunghezza nell'isolato, è stata qui trasformata in una palazzina, che si sviluppa lungo via delle Seggiole per quattro piani sopraelevati, garantendosi un affaccio di cinque assi su quella strada, grazie al fabbricato annesso sulla cantonata, che si sviluppa per il solo piano terra (con terrazza superiore), e che potrebbe essere stato anticamente una loggia, come farebbero pensare le aperture ad arco, che su questa lato della strada mostra ancora bozze in pietra forte lavorate. Nel fondo su via Pandolfini ha sede un negozio di vernici spray e abbigliamento (anche in ragione della vicinanza con un'Accademia d'arte privata), la sua porzione di parete è piena di graffiti e street art. |
|          | 18      | Palazzo Bastai Rittafé                             | Il palazzo fu eretto dai Bastai Rittafé e fu di proprietà dei Niccolini e quindi dei Libri. Sicuramente nella prima metà del Settecento era stato unito alle proprietà dei Galli Tassi che abitavano l'omonimo palazzo al n. 20. Alla morte dell'ultimo membro di questo ramo della casata, Angiolo Galli Tassi (1792-1863), la casa passò per lascito ereditario agli Ospedali Toscani e quindi utilizzata negli anni di Firenze Capitale, dopo importanti interventi di trasformazione assieme al palazzo principale, come sede, in affitto, del Ministero dell'Agricoltura Industria e Commercio. Successivamente la proprietà fu frammentata fino a che questa porzione venne acquistata dal Comune di Firenze. Questo ne curò il restauro riportandola a una ideale forma tre quattrocentesca, estendendo l'ultimo piano ai tre assi. A rendere ancora più plausibile la piacevole finzione, furono poi posizionati numerosi ferri da facciata, dagli erri ai ferri portabandiera, fino a inserire sulla cantonata una vistosa lumiera in ferro battuto, ben poco consona alle forme eleganti ma modeste documentate dal cabreo prima citato. Attualmente il palazzo è sede della Ludoteca Musicale del Comune di Firenze. |
|          | 21      | Casa                                               | L'edificio si identifica oggi con una porzione del grande palazzo Borghese, e tuttavia è riconoscibile come preesistenza, più volte rimaneggiata e ampliata, originariamente configuratasi come casa corte mercantile. Delle antiche origini dicono anche alcune porzioni in pietra ora isolate sugli intonaci della facciata, compreso un arco ribassato al primo piano e, presso l'attiguo 35 rosso, di un listello frammentario decorato a palmetta, forse rinascimentale. Il bel portone in pietra presenta un disegno cinquecentesco. Si segnala come a questo indirizzo risulterebbe nel tardo Ottocento (e ancora ai primi del Novecento) un Hotel Chapman (Chapmann) con androne di accesso disegnato dall'architetto Riccardo Mazzanti. |
|          | 20      | Palazzo Galli Tassi                                | Eretto sulle preesistenze di varie case corti mercantili trecentesche, il palazzo viene tradizionalmente fatto risalire agli anni in cui risulta di proprietà di Baccio Valori nel primo quarto del Cinquecento. Dopo la sua morte (1537) la proprietà, confiscata, passò ai Bellacci, ai Capponi e ai Dazzi, fino a che nel 1623 venne acquistata dai Galli Tassi. Nel 1630, in previsione delle nozze di Agnolo Galli con Maddalena Carnesecchi (1632) furono intrapresi numerosi lavori di ampliamento e abbellimento degli interni. Alla morte dell'ultimo membro di questo ramo della casata, la proprietà passò per lascito testamentario agli Ospedali della Toscana. Negli anni di Firenze Capitale (1865-1871) fu sede con alcuni edifici vicini del Ministero dell'Agricoltura Industria e Commercio. Con il trasferimento della capitale a Roma il palazzo fu adibito a uffici per la Prefettura e l'Amministrazione Provinciale, fino a che venne acquistato dall'imprenditore napoletano Girolamo Pagliano, noto per essersi fatto promotore della costruzione del teatro attualmente noto come Verdi. Il palazzo appare nell'elenco redatto nel 1901 dalla Direzione Generale delle Antichità e Belle Arti, quale edificio monumentale da considerare patrimonio artistico nazionale. |
|          | 22      | Casa                                               | Si tratta di un antico edificio (tre piani più un mezzanino per sei assi) ridotto a carattere moderno, con vari elementi a pietra riportati a vista, compresa l'imposta di un grande arco ribassato al piano terreno presso cui si vede un frammento di un fregio reimpiegato, forse rinascimentale. |
|          | 25-27   | Palazzo Borghese                                   | Si estende su questa porzione della strada l'ampio prospetto secondario del palazzo Borghese. Sulla bella rosta in ferro del n. 25 è lo scudo con l'arme dei Borghese (troncato: nel 1° d'oro, all'aquila dal volo spiegato di nero, coronata del campo, nel 2° d'azzurro, al drago d'oro). Al numero 27 abitò, nel 1943, il critico letterario Giuseppe De Robertis e, dal 1947 all'estate del 1956, anno del suo definitivo trasferimento a Roma, lo scrittore Vasco Pratolini. |
|          | 24      | Palazzina                                          | Si tratta di un antico edificio ridotto a carattere moderno, sviluppato per quattro piani e tre assi, con il portone allineato all'asse dell'estrema destra. A meglio identificarlo come trasformazione di una casa corte mercantile (come accade per buona parte degli edifici su questa via e su borgo degli Albizi) è il suo tipico sviluppo in pianta, reso noto, assieme al rilievo del prospetto, da Gian Luigi Maffei. |
|          | 26      | Palazzo Picchi                                     | Sorto sulle antiche case di proprietà de' Bardi, il palazzo si estende per quattro piano e otto assi e presenta attualmente caratteri sei settecenteschi, con un'articolazione distinta in due zone al piano terra: quella di sinistra, per l'ingresso signorile, ha un portone ornato da una voluta, dal quale partono due festoni fermati ai due estremi da borchie; quella di sinistra, per le rimesse e per il servizio, presenta un mezzanino e un grande portale carrozzabile, profilato in pietra. Avendo sede in quest'ultima parte un'Accademia di belle arti privata, le ante e i due bandoni dei fondaci attigui sono decorati da graffiti e street art, cambiando periodicamente. I piani superiori mostrano un andamento invece regolare, con finestre decorate da timpani triangolari su mensolette (al piano nobile), architravi sporgenti e marcadavanzali. Il palazzo fu abitato dai principi Borghese durante la costruzione del grande palazzo di via Ghibellina 110. |
|          | s.n.    | San Procolo                                        | L'antica chiesa romanica risalente al XIII secolo era orientata fino al Cinquecento verso ponente. Fu ristrutturata dal 1739 al 1743 quando divenne sede della confraternita di Sant'Antonio Abate dei Macellai, soppressa poi nel 1785 e, definitivamente XIX secolo. Nel 2019 la chiesa e le sue opere sono state acquistato dallo Stato per destinarle ad ampliare il vicino museo del Bargello. |
|          | 28      | Casa Pandolfini                                    | L'edificio mostra le proprie origini trecentesche nelle varie porzioni a filaretto in pietra messe a vista nel corso dell'ultimo restauro, e comunque dovette avere una prima configurazione significativa solo in pieno Quattrocento, periodo al quale risalgono alcune architravi con i nomi di membri della famiglia Pandolfini che appunto ne avevano la proprietà. Trasformato in parte nel Cinquecento e quindi nel Settecento (periodo al quale dovrebbe risalire la piccola loggia interna) ha comunque un carattere inusitato (per quanto gradevole) che lo rendono più simile a una residenza di campagna che non di città. |
|          | 33      | Casa Carlini                                       | È qui l'ingresso della casa occupata a partire dal 1497 dalla famosa stamperia dei Giunti, che tuttavia presenta il fronte principale su via del Proconsolo 12r-14r. La casa (come palazzo Carlini) appare nell'elenco redatto nel 1901 dalla Direzione Generale delle Antichità e Belle Arti, quale edificio monumentale da considerare patrimonio artistico nazionale. |
|          | 50r     | Palazzo dell'Arte dei Giudici e Notai              | È certo che questa era nel XV secolo la sede dell'Arte dei Giudici e dei Notai e di conseguenza residenza del Proconsolo (da cui la denominazione storica dell'edificio, del canto e della strada). In particolare, negli ambienti al piano terreno è da riconoscere l'antica sala d'udienza, dove erano stati nel Trecento e quindi nel Quattrocento realizzati affreschi in memoria di fiorentini illustri. Nel 1498 l'Arte affittò parte del palazzo alla famiglia dei Pandolfini e quindi, nel 1581, lo vendette a Filippo Giunti, la cui famiglia aveva sulla cantonata opposta la sede della celebre libreria. Nel 1832, oramai passato alla famiglia Landini, il palazzo fu oggetto di un radicale intervento di trasformazione da parte dell'architetto Giuseppe Martelli. Il successivo proprietario, il notaio fiorentino Costantino Puccianti, professionalmente interessato a rivalutare l'antica storia dell'edificio dove aveva posto la sede del proprio studio, fece applicare (1878) un'epigrafe e altri stemmi in terracotta ai lati dell'arme dei Landini in ricordo dell'Arte, con il giglio del Comune, la stella a otto punte dei Giudici e dei Notai, la croce del Popolo, l'aquila di parte Guelfa. Sempre in questo periodo furono scoperte, nel 1882, tracce degli antichi affreschi. Tra il 1933 e il 1935, anni nei quali l'antica sala dell'udienza era stata adibita a negozio di proprietà Genazzani, la Soprintendenza provvide a riportare alla luce quanto rimaneva delle antiche pitture, che sono state oggetto di un più mirato intervento in questi ultimi anni per le cure del nuovo proprietario, che ha provveduto anche a valorizzarle adeguatamente. Degli antichi ritratti di fiorentini illustri restano quelli di Dante Alighieri e di Giovanni Boccaccio. Nei sotterranei è stata scavata un'antica fullonica a ridosso delle mura romane. |

### Lapidi
Al 15 una lapide ricorda il luogo in cui fu ucciso il partigiano Alessandro Sinigaglia:
| QUI IL 13 FEBBRAIO 1944 CADDE TRUCIDATO DAI NAZIFASCISTI L'EROICO COMANDANTE PARTIGIANO ALESSANDRO SINIGAGLIA MEDAGLIA D'ARGENTO AL VALOR MILITARE NEL XVIII ANNIVERSARIO LA RESISTENZA FIORENTINA |

Al n. 17 due lapidi legati alla sede della Fratellanza artigiana d'Italia. La prima (del 1911):
| _1861-1911-NEI PRIMI GIORNI DEL PATRIO RISORGIMENTO AUSPICI MAZZINI E GARIBALDI-CONFORTATORI DI CONSIGLIO CARLO CATTANEO FRANCESCO CARRARA FRANCESCO DOMENICO GUERRAZZI COL NOBILE INTENTO DI AFFRATELLARE I LAVORATORI AI SACRI FINI DI PATRIA UMANITÀ E PROGRESSO-GIUSEPPE DOLFI, PIERO CIRONI GIUSEPPE MAZZONI, GIUSEPPE MONTANELLI, PIETRO THOUAR ATTO VANNUCCI, FRANCESCO PICCINI, FERDINANDO ZANNETTI, STEFANO USSI LEOPOLDO MAFFEI, ENRICO PARADISI-E CON ESSI UNA SCHIERA DI PIÙ MODESTI MA NON MENO PRECLARI PER SENNO E VIRTÙ FONDARONO LA FRATELLANZA ARTIGIANA D'ITALIA-L'ASSOCIAZIONE UNANIME CELEBRANDO IL SUO CINQUANTENARIO A PERENNE RICORDO DI BENEMERENZA. Q. M. P. |

L'altra è dedicata a Luigi Minuti, effigiato in un medaglione, e risale al 1926:
| LVIGI MINVTI DELLA FRATELLANZA ARTIGIANA D'ITALIA · ANIMATORE PER CINQUANT'ANNI · NELLA PVRISSIMA PATRIOTTICA ISTITVZIONE · MANTENNE INALTERATI GL'IDEALI · DI GIVSEPPE MAZZINI · APOSTOLO FERVENTE DELLA GRANDE DOTTRINA ESEMPIO MIRABILE D'INDOMITO CARATTERE · DIO E POPOLO___________PENSIERO E AZIONE XXI APRILE MCMXXVI |

Nell'androne del n. 14 si trova una memoria a Girolamo Pagliano.
| IN QUESTO PALAZZO VISSE LUNGAMENTE E VI MORÌ NEL 1881 IL PROFESSORE GIROLAMO PAGLIANO IL QUALE OLTRE ALL'AVER LARGITO ALL'UMANITÀ SOFFERENTE UN MEDICAMENTO BENEFICO DOTAVA FIRENZE DI UNO DEI SUOI MAGGIORI TEATRI AD ONOARARE LA SUA MEMORIA UN DISCENDENTE QUESTO MARMO PONEVA NEL 1915 |

Nella casa Pandolfini al 23 invece, nel cortile, si ricorda Guido Donati:
| QVI LA CASA E LO STVDIO DELL'ON. AVV. GVIDO DONATI GIVRECONSVLTO SOMMO CHE ONORÒ LA PROFESSIONE E FIRENZE NEL XXV ANNIVERSARIO 1955 |

### Tabernacoli

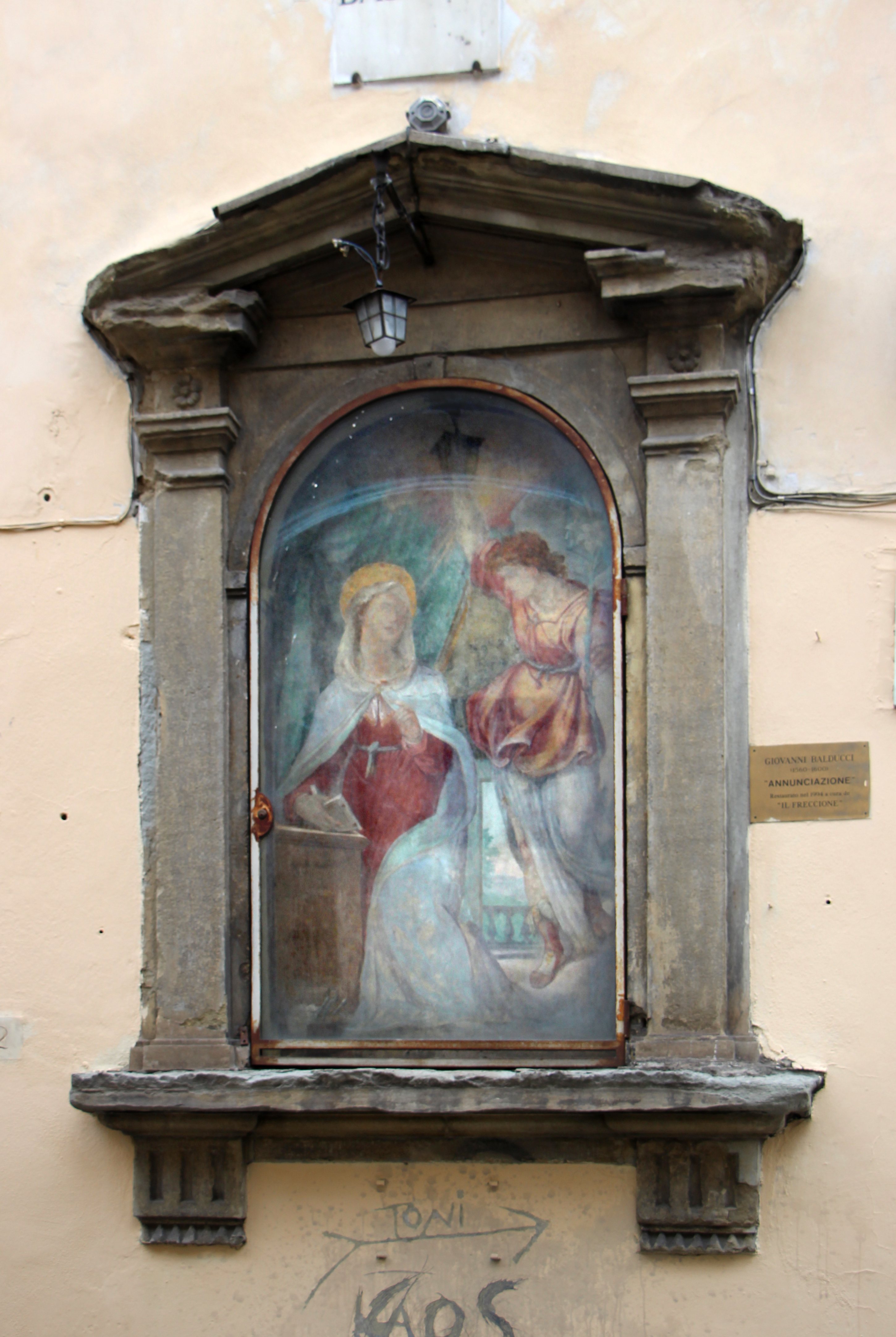
Tabernacolo del Canto della Badessa

Al Canto della Badessa si trova un tabernacolo con edicola di carattere cinque/seicentesco, caratterizzata da un timpano triangolare spezzato e fornita di lanterna, racchiudente una pittura murale attribuita a Giovanni Balducci, databile alla seconda metà del Cinquecento e raffigurante l'Annunciazione. Il tabernacolo, che segnava il confine del monastero benedettino di San Pier Maggiore, fu restaurato nel 1994 da Laura Lucioli, su interessamento dell'associazione culturale Il Freccione, ed appare oggi comunque molto ridipinto, per la perdita di gran parte della pittura originale. I fronti dell'edificio sono stati in parte fatti oggetto di un recente restauro con tinteggiatura.
Sulla facciata dell'edificio al n. 6 si trova un'edicola in pietra di forma rettangolare e provvista di un gancio per una lampada votiva. Oggi è vuota, ma ospitava un'Adorazione del Bambino attribuita a Jacopo del Sellaio e oggi nei depositi comunali presso il Museo Bardini. 
Presso l'angolo con via Matteo Palmieri si trova un tabernacolo con edicola in marmo, semplicemente architravata, con sulla mensola inferiore uno scudo con l'arme degli Alessandri (d'azzurro, all'agnello a due teste addossate d'argento, passante). Il dipinto conservato all'interno è un olio su tavola di un ignoto pittore fiorentino del Settecento raffigurante la Crocifissione con la Vergine, san Giovanni Evangelista e la Maddalena, già restaurato nel 1968 per rimediare ai danni dell'alluvione del 1966, quindi nuovamente oggetto di un intervento eseguito dal laboratorio L'Atelier nel 1992, per le cure del Kiwanis Club di Firenze. Sotto il tabernacolo si trova una croce su un monte a tre cime e, più a sinistra, una nicchietta con mostra di pietra dove veniva conservato il lume del tabernacolo e le elemosime per il suo mantenimento.

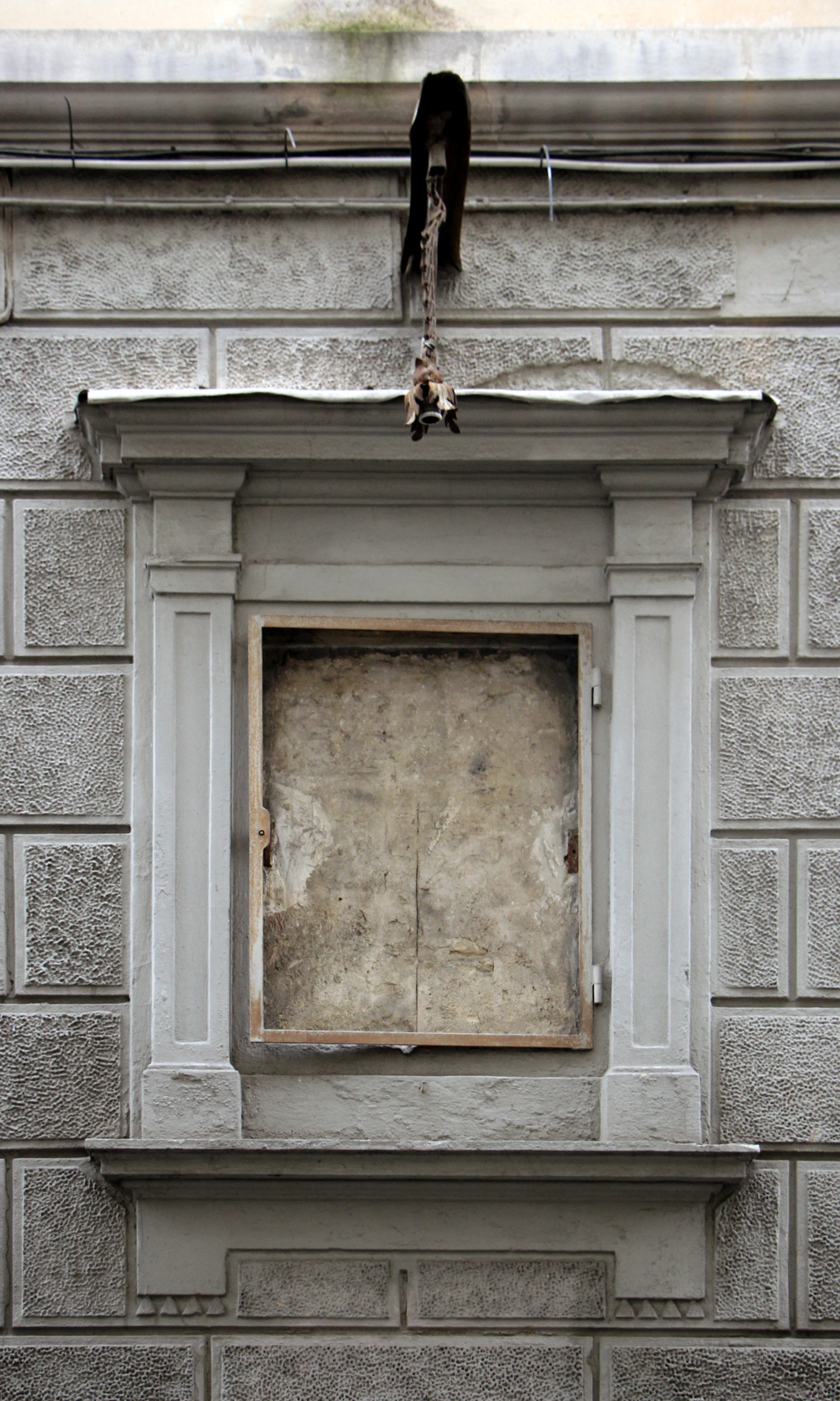
Tabernacolo vuoto
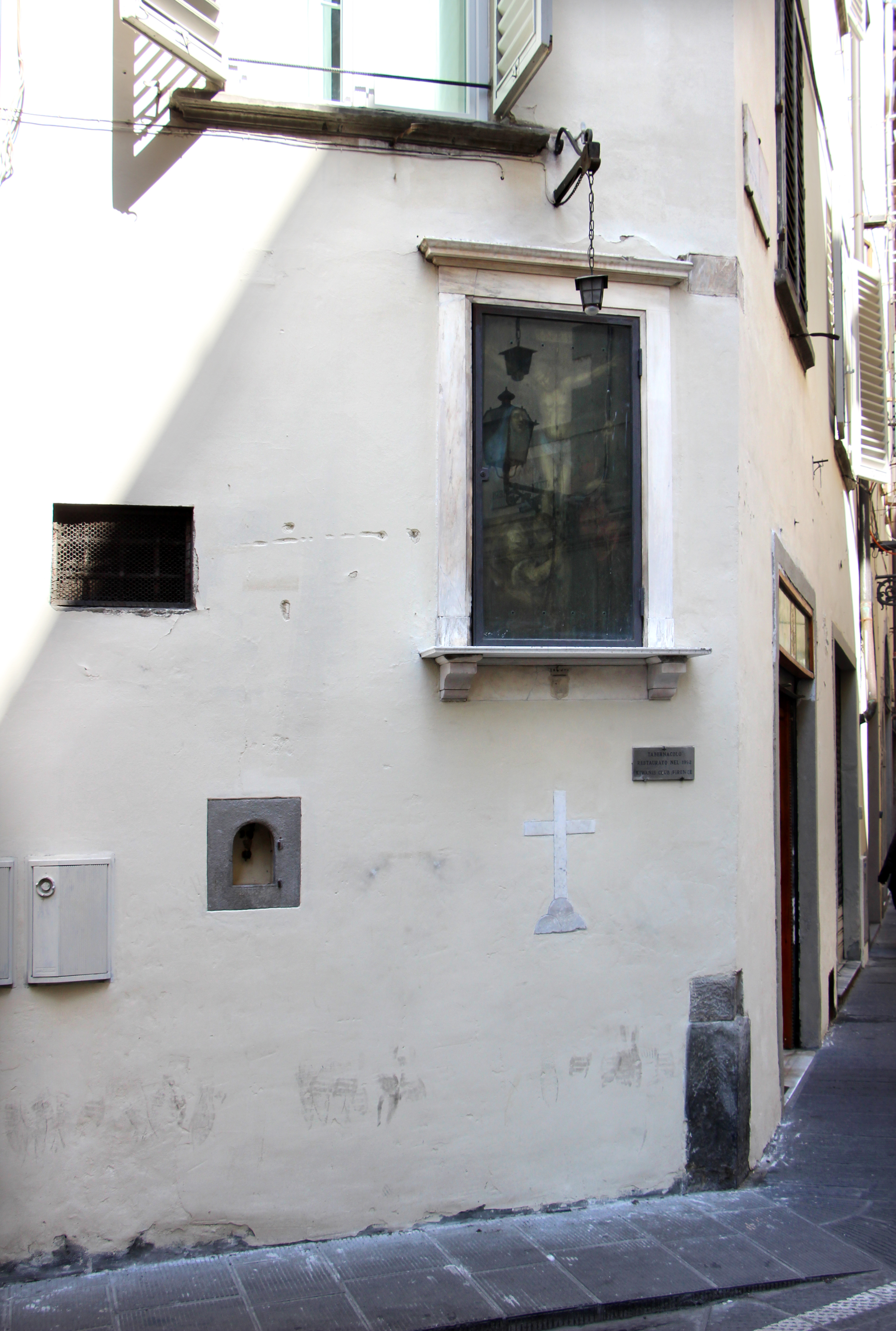
Tabernacolo degli Alessandri
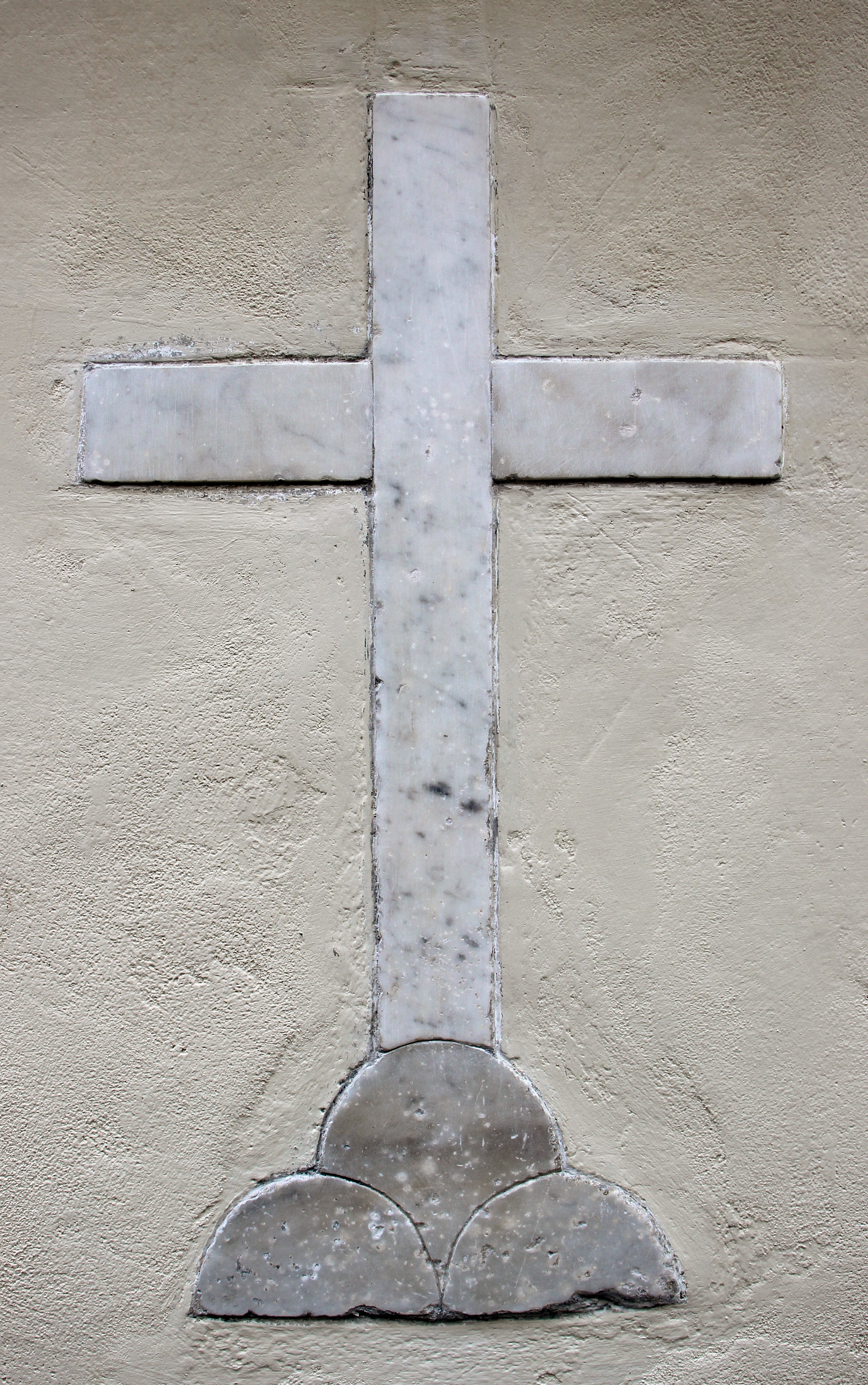
La croce sotto al tabernacolo degli Alessandri